# 智者塔院
智者塔院，又称塔头寺、真觉寺，位于浙江天台县金地岭。天台宗寺庙，汉族地区佛教全国重点寺院之一。

## 简介
该寺为天台宗创始人智者大师初修居所，始建于隋开皇十七年（597年）。院内供奉一座石制智者大师肉身塔，塔雕典雅精致，塑像神态逼真。院内有唐元和六年（811年）翰林学士梁肃撰、台州刺史徐放书的《智者大师修禅道场碑》。塔侧古道上有天台宗祖师章安、荆溪、幽溪墓，附近还有摩崖石刻。